# Grossbeckia gymnopomparia
Grossbeckia gymnopomparia är en fjärilsart som beskrevs av Dyar 1913. Grossbeckia gymnopomparia ingår i släktet Grossbeckia och familjen mätare. Inga underarter finns listade i Catalogue of Life.